# Alicarnasso
Alicarnasso (in greco antico: Ἁλικαρνᾱσσός?) era una città-stato greca situata nel territorio in cui oggi sorge il distretto di Bodrum (Turchia); su una collina al suo interno si trovava il mausoleo di Alicarnasso, considerato una delle sette meraviglie del mondo.
Alicarnasso era situata sulla costa sud-occidentale della Caria, in Asia Minore, in un luogo pittoresco e strategico del golfo di Coo; originariamente occupava solo la piccola isola di Zefiria vicina alla spiaggia, ora dominata dal grande castello di San Pietro, ma successivamente si estese fino ad incorporare Salmace.
Patria del filosofo Dionigi e dello storico Erodoto, Alicarnasso fu una colonia della città di Trezene e nel VI secolo a.C. fece parte dell'esapoli dorica, da cui venne espulsa quando un suo cittadino, Agasicle, portò via un tripode raffigurante Apollo Tropio; dopo essere stata saccheggiata da Alessandro Magno restò sotto l'orbita tolemaica, ma in seguito alla pace di Apamea divenne una città-stato libera da ogni egemonia straniera.
Tra i pochi monumenti recuperati dagli archeologi moderni spicca la porta di Myndos, mentre non sono stati ancora localizzati i templi dedicati ad Ares e Afrodite.

## Etimologia
Il suffisso -ᾱσσός (-assos) del greco Ἁλικαρνᾱσσός è indicativo di un toponimo di substrato, il che significa che un nome originale non greco ha influenzato o stabilito il nome del luogo. È stato recentemente proposto che l'elemento -καρνᾱσσός sia affine al luvio (CASTRUM)ha+ra/i-na-sà / (CASTRUM)ha+ra/i-ni-sà 'fortezza'. In tal caso, il toponimo è probabilmente preso in prestito dal cario, una lingua luvica parlata insieme al greco ad Alicarnasso. Il nome cario di Alicarnasso è stato provvisoriamente identificato con 𐊠𐊣𐊫𐊰 𐊴𐊠𐊥𐊵𐊫𐊰 ( alos k̂arnos) nelle iscrizioni.

## Storia

### Presenza micenea nell'area
Alcune grandi tombe micenee sono state trovate a Musgebi (o Muskebi, l'attuale Ortakent), non lontano da Alicarnasso. Secondo l'archeologo turco Yusuf Boysal, il materiale di Muskebi, datato dalla fine del XV secolo a.C. al ca. 1200 a.C., testimonia la presenza, in questa regione, di un insediamento miceneo.
Sono stati scoperti più di quaranta luoghi di sepoltura risalenti a quell'epoca. Una ricca collezione di reperti rinvenuti in queste tombe è ora ospitata nel castello di Bodrum.
Questi reperti gettano luce sul problema della determinazione dei territori dell'antica Arzawa e Ahhiyawa.

### Origine
La fondazione di Alicarnasso è dibattuta tra varie tradizioni, ma gli studiosi sono d'accordo sul fatto che sia una colonia dorica, e le figure sulle sue monete, come la testa di Medusa, Atena o Poseidone, o il tridente, supportano l'affermazione che le città madri fossero Trezene e Argo. Gli abitanti sembrano aver accettato Anthes, figlio di Poseidone, come loro leggendario fondatore, come menzionato da Strabone, ed erano orgogliosi del titolo di Antheadae.
In un primo periodo Alicarnasso era un membro dell'esapoli dorica, che comprendeva Cos, Cnido, Lindo, Camiro e Ialiso; fu espulsa dalla lega quando uno dei suoi cittadini, Agasicle, portò a casa il tripode premio che aveva vinto nei giochi del Trio, invece di dedicarlo secondo l'uso all'Apollo Tropio. All'inizio del V secolo a.C. Alicarnasso era sotto il dominio di Artemisia I di Caria (conosciuta anche come Artemisia di Alicarnasso), che si rese famosa come comandante navale nella battaglia di Salamina. Di Pisindeli, suo figlio e successore, si sa poco. Il nipote di Artemisia, Ligdami II di Alicarnasso, è noto per aver messo a morte il poeta Paniassi e per aver causato Erodoto, forse il più noto nativo di Alicarnasso, a lasciare la sua città natale (457 a.C. circa).

### Dinastia degli Ecatomnidi
Ecatomno divenne re di Caria, a quel tempo parte dell'impero persiano, governando dal 404 a.C. al 358 a.C. e stabilendo la dinastia degli Ecatomnidi. Lasciò tre figli, Mausolo, Idrieo e Pissodaro, i quali a loro volta gli succedettero nella sovranità; e due figlie, Artemisia e Ada, che erano sposate con i loro fratelli Mausolo e Idrieo.
Mausolo trasferì la sua capitale da Mylasa ad Alicarnasso. I suoi operai hanno approfondito il porto della città e hanno utilizzato la sabbia trascinata per realizzare frangiflutti di protezione davanti al canale. Sulla terra pavimentarono strade e piazze e costruirono case per semplici cittadini. Su un lato del porto costruirono un imponente palazzo fortificato per Mausolo, posizionato per avere una visuale chiara sul mare e nell'entroterra fino alle colline, luoghi da cui i nemici potevano attaccare. Sulla terra gli operai costruirono anche mura e torri di avvistamento, un teatro in stile greco e un tempio ad Ares, il dio greco della guerra.
Artemisia e Mausolo hanno speso ingenti somme di denaro delle tasse per abbellire la città. Mausolo e Artemisia governarono Alicarnasso e la regione circostante per 24 anni. Commissionarono statue, templi ed edifici di marmo lucente. Alla sua morte nel 353 a.C., sua moglie, sorella e successore, Artemisia II di Caria, iniziò la costruzione di una magnifica tomba per sé e per suo marito su una collina che domina la città. Morì nel 351 a.C. (di dolore, secondo Cicerone, Tusculanae Disputationes 3.31). Secondo Plinio il Vecchio gli artigiani continuarono a lavorare alla tomba dopo la morte del loro patrono, "considerando che era insieme memoriale della propria fama e dell'arte dello scultore", terminandola nel 350 a.C. Questa tomba di Mausolo divenne nota come il Mausoleo, una delle sette meraviglie del mondo antico.
Ad Artemisia successe suo fratello Idrieo, al quale, a sua volta, successe la moglie e la sorella Ada quando morì nel 344 a.C. Tuttavia, Ada fu usurpata da suo fratello Pissodaro nel 340 a.C. Alla morte di Pissodaro nel 335 a.C. suo genero, un persiano di nome Orontobate, ricevette la satrapia di Caria da Dario III di Persia.

### Alessandro Magno e Ada di Caria
Quando Alessandro Magno entrò in Caria nel 334 a.C., Ada, che era in possesso della fortezza di Alinda, gli cedette la fortezza. Dopo aver preso Alicarnasso Alessandro le restituì il governo della Caria; lei, a sua volta, adottò formalmente Alessandro come suo figlio, assicurandosi che il governo della Caria gli passasse incondizionatamente alla sua eventuale morte. Durante l'assedio di Alicarnasso la città fu incendiata dai persiani in ritirata. Non potendo ridurre la cittadella, Alessandro fu costretto a lasciarla bloccata. Le rovine di questa cittadella e fossato sono ora un'attrazione turistica a Bodrum.

### Storia successiva
Non molto tempo dopo i cittadini ricevettero in dono da Tolomeo un ginnasio e costruirono in suo onore una stoà o portico. Sotto l'egemonia egizia, intorno al 268 a.C., un cittadino di nome Ermia divenne Nesiarca della Lega Nesiotica nelle Cicladi.
Alicarnasso non si riprese mai del tutto dai disastri dell'assedio e Cicerone la descrive come quasi deserta.

## Archeologia

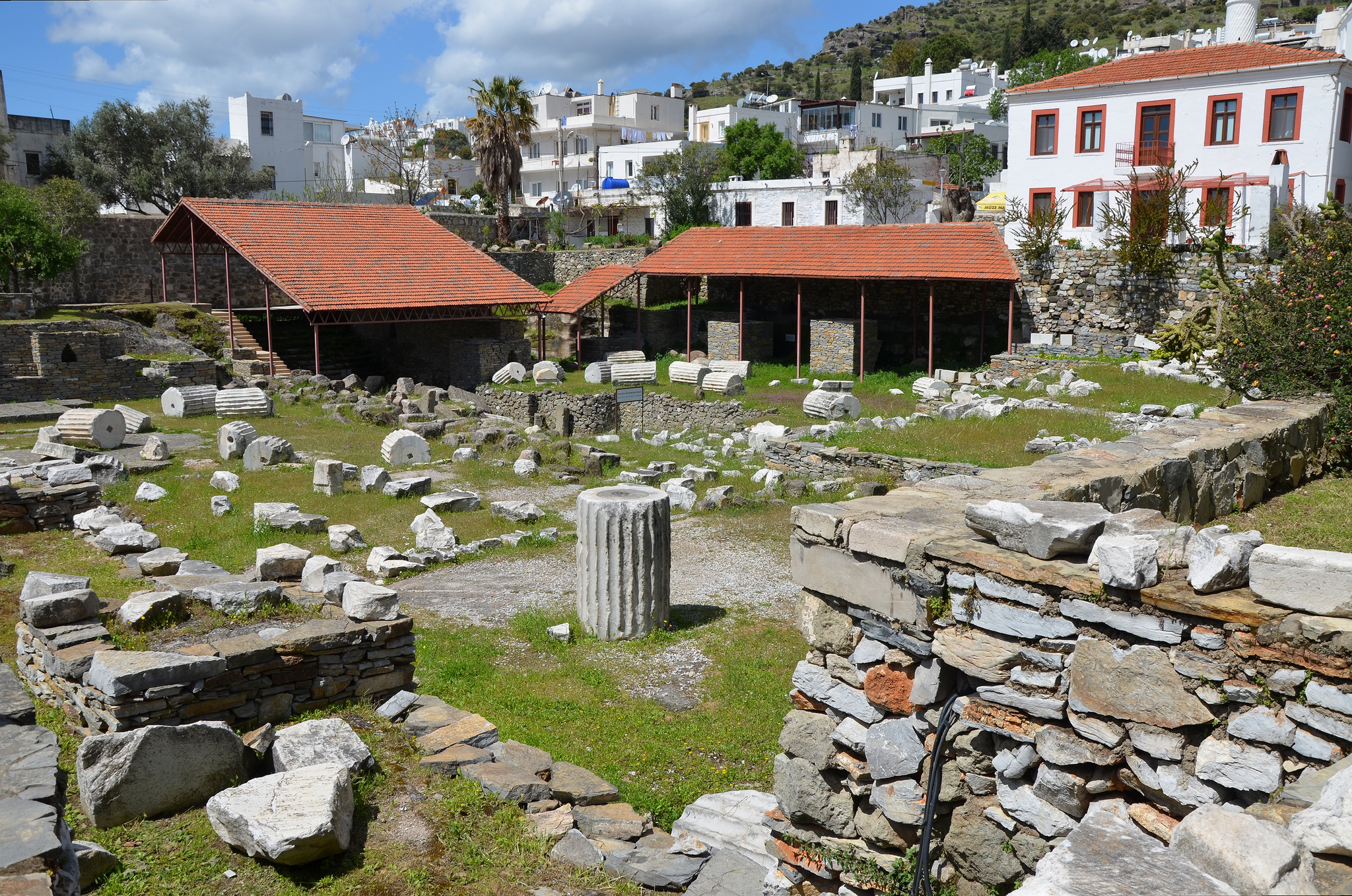
Rovine del Mausoleo

Il sito è attualmente occupato in parte dalla città di Bodrum, ma si possono ancora tracciare le antiche mura intorno a quasi tutto il loro circuito, e la posizione di molti dei templi, del Teatro di Alicarnasso, e di altri edifici pubblici può essere fissata con certezza.
Le rovine del mausoleo furono recuperate a sufficienza dagli scavi del 1857 di Charles Newton per consentire un restauro abbastanza completo del suo progetto. L'edificio era costituito da cinque parti: un basamento o podio, uno pteron o recinto di colonne, una piramide, un piedistallo e un gruppo di carri. Il seminterrato è stato costruito con blocchi di pietra verde, rivestiti di marmo e ricoperti da intagli di mucche. Intorno alla sua base erano probabilmente disposti gruppi statuari. Lo pteron era costituito (secondo Plinio) da trentasei colonne dell'ordine ionico, che racchiude una cella quadrata. Tra le colonne probabilmente sorgevano singole statue. Dalle porzioni recuperate risulta che il fregio principale dello pteron rappresentasse combattimenti di Greci e Amazzoni. Inoltre sono presenti molti frammenti a grandezza naturale di animali, cavalieri, ecc., appartenenti probabilmente a sculture frontonali, ma in precedenza ritenuti parti di fregi minori. Sopra lo pteron si ergeva la piramide, composta da 24 gradini fino a un apice o piedistallo.

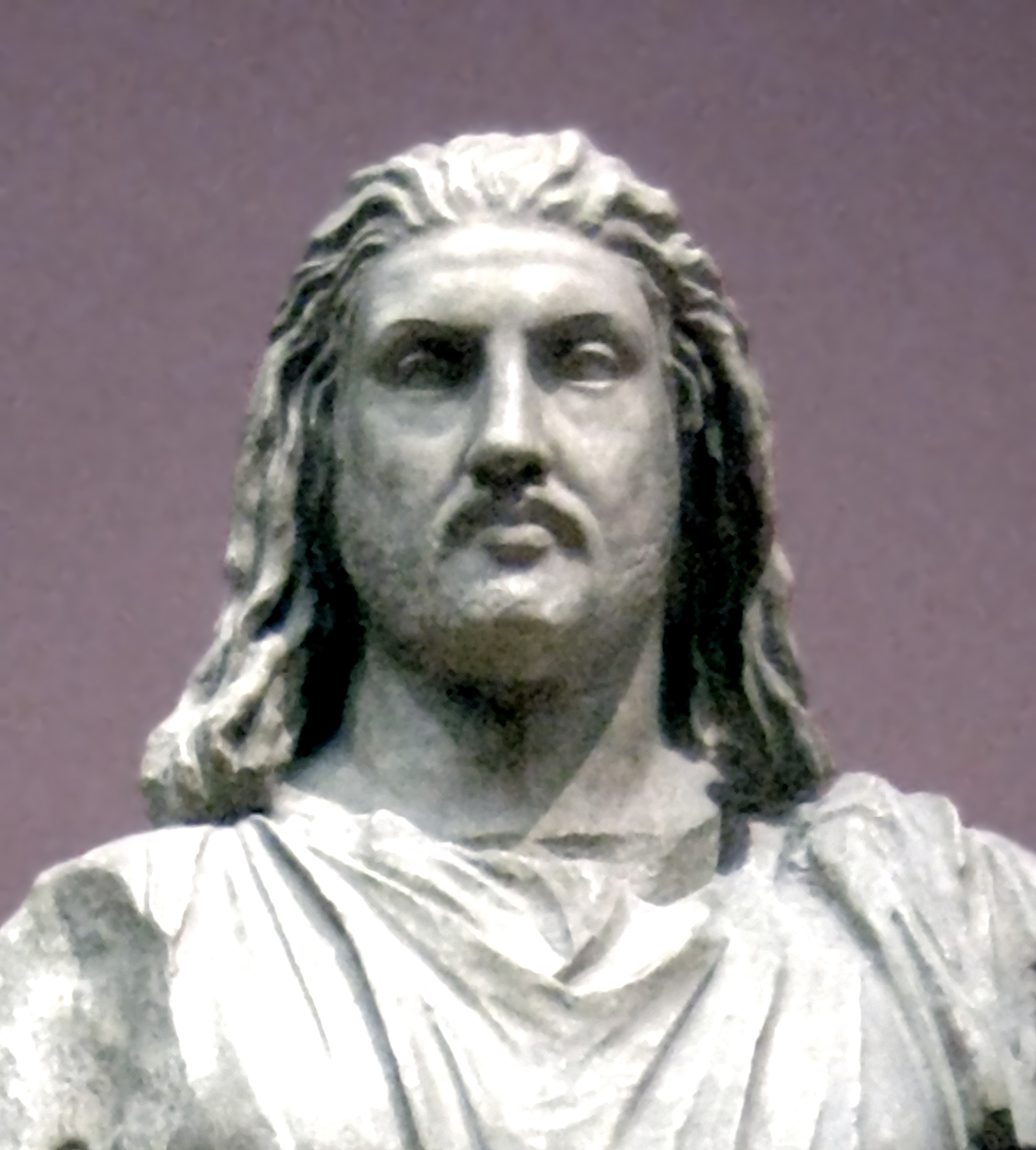
Statua di Mausolo, British Museum

Su questo vertice stava il carro con la figura dello stesso Mausolo e un attendente. Nella statua i capelli cadono dalla fronte in grosse onde su ciascun lato del viso e scendono quasi fino alla spalla; la barba è corta e stretta, la faccia squadrata e massiccia, gli occhi infossati sotto le sopracciglia sporgenti. Sono stati proposti ogni sorta di restauri di questo famoso monumento. Quello originale, realizzato da Newton e Pullan, è errato sotto molti aspetti; e anche quello di Oldfield, sebbene sia preferito per la sua leggerezza (si diceva anticamente il mausoleo fosse "sospeso a mezz'aria"). Un altro, quello del veterano architetto tedesco F. Adler, fu pubblicato nel 1900, ma da allora sono stati fatti degli studi.